# Joaquín Nin
Joaquín Nin Castellanos (La Habana, 29 de septiembre de 1879-La Habana, 24 de octubre de 1949) fue un compositor, pianista y musicólogo cubano-español.

## Biografía
Sus padres fueron el escritor español Joaquín Nin Tudó y la hispano-cubana de Camagüey Ángela Castellanos Perdomo. Estudió en París, como alumno de Moritz Moszkowski, y más tarde estudió composición con Vincent d'Indy en la Schola Cantorum de París, donde luego enseñó de 1905 a 1908. Fue padre de la reconocida escritora Anaïs Nin.
Sus composiciones no son muy numerosas y tienen una fuerte influencia nacionalista española, aunque también compuso varias piezas de danzas cubanas.
Como pianista, interpretó con gran pasión las obras de los antiguos compositores de tecla, especialmente del siglo XVIII, y viajó por Europa como ejecutante, difundiendo esa música. También publicó libros de canciones españolas y ensayos polémicos. 
Se casó con Rosa Culmell, una cantante de ópera de la que se divorció más tarde. De esta unión nacieron tres hijos: Thorvald Nin, que se dedicó a los negocios, Joaquín Nin-Culmell, que también fue compositor, y la escritora Anaïs Nin, que llegó a ser la más conocida de sus hijos, debido a la publicación de sus famosos Diarios.
Fue amigo de Maurice Ravel y uno de los testigos de la génesis del Bolero en 1928. Fue miembro de la Real Academia de Bellas Artes de San Fernando de Madrid y recibió en Francia la Legión de Honor.

## Obras
- Piano solo: Canto de cuna para los húerfanos de España, 1830 (Variaciones sobre un tema frívolo).

- Violín y piano: Seguida española (Vieja Castilla, Murciana, Catalana, Andaluza), En el jardín de Lindaraja, 5 Comentarios.

- Chelo y guitarra: Suite española.

- Voz y piano: 10 Villancicos españoles, 20 Cantos populares españoles, Airs anciens.

## Homenajes póstumos
Joaquín Nin aparece como personaje dentro de la novela La isla de los amores infinitos (Grijalbo, 2006), de la escritora cubana Daína Chaviano.